# Cork City Football Club
El Cork City Football Club (en irlandés: Cumann Peile Chathair Chorcaí) es un club de fútbol de Irlanda, con sede en Cork. Fue fundado en 1984 y compite en la Premier Division, máxima categoría del fútbol irlandés.
En 2008 el equipo atravesó una grave crisis económica, que terminó con la dimisión del presidente y una declaración de bancarrota de la institución. Después de que la Federación de Irlanda les negara la plaza en Primera División por insolvencia económica, Cork City desapareció 23 de febrero de 2010 y se refundó como cooperativa. En dos años, regresó a la máxima categoría.

## Historia

### Creación
Antes de la existencia del Cork City, la ciudad de Cork y sus alrededores contaron con varios clubes a lo largo de su historia. El más duradero de todos ellos fue el Cork United. Este equipo surgió en 1939 a partir de la fusión de dos equipos (Fordsons y Cork FC), en 1948 pasó a llamarse Cork Athletic y existió hasta 1957. Inmediatamente después fue sustituido por una nueva institución, Cork Hibernians, que existió desde 1958 hasta 1977.
En 1984 la ciudad volvió a contar con un equipo en Primera División con la creación del Cork City Football Club, surgido a partir de varios equipos menores de la localidad. Gracias a su proyecto el equipo consiguió una plaza directa en la máxima categoría, pero en sus primeras temporadas tuvo que luchar para evitar el descenso a la recién creada segunda categoría. En 1986 el equipo se trasladó al estadio de Turners Cross, y con Noel O'Mahony como técnico la institución sentó las bases de una plantilla profesionalizada. Sin embargo fue otro técnico, Eamon O'Keefe, quien logró con Cork sus dos primeros campeonatos: la Copa Munster y la Copa de la Liga de Irlanda.

### Década de 1990
Con el paso del tiempo, Cork City se convirtió en el principal dominador de la Copa Munster, con 4 campeonatos consecutivos de 1990 a 1994 y siete trofeos durante toda la década. En 1991 el club consigue también repercusión internacional, después de enfrentarse al Bayern de Múnich en la Copa de la UEFA. A pesar de que los irlandeses perdieron por 0:2 en Alemania, la plantilla mostró su mejor cara en el partido de vuelta y logró arrancar un empate 1:1.
En 1993 Cork se proclamó campeón de Liga por primera vez en su historia, tras un complicado play-off por el título que les enfrentó ante Shelbourne FC y Bohemians FC. En la Copa de Europa los irlandeses eliminaron al Cwmbran Town galés en la primera ronda, pero no pudieron evitar ser eliminados ante el Galatasaray en la siguiente fase. En esos años Cork City planeó un traslado a un nuevo estadio al suroeste de la ciudad, pero el proyecto se paralizó y dejó al equipo en una difícil situación financiera. Tras deambular por varios estadios regresó a Turners Cross en 1995, y ese mismo año gana una nueva Copa de la Liga.

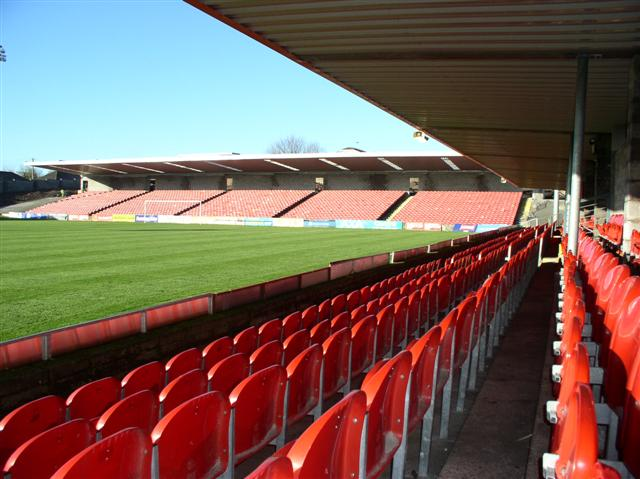
El Turners Cross desde adentro.

Tras unas dificultades económicas que provocaron la llegada de una nueva directiva, la situación deportiva del equipo se estabilizó y Cork logró clasificarse durante varios años en las primeras posiciones de la máxima categoría. En 1998 confirma su recuperación con la primera Copa de Irlanda de toda su historia, después de vencer al Shelbourne.

### Década de 2000

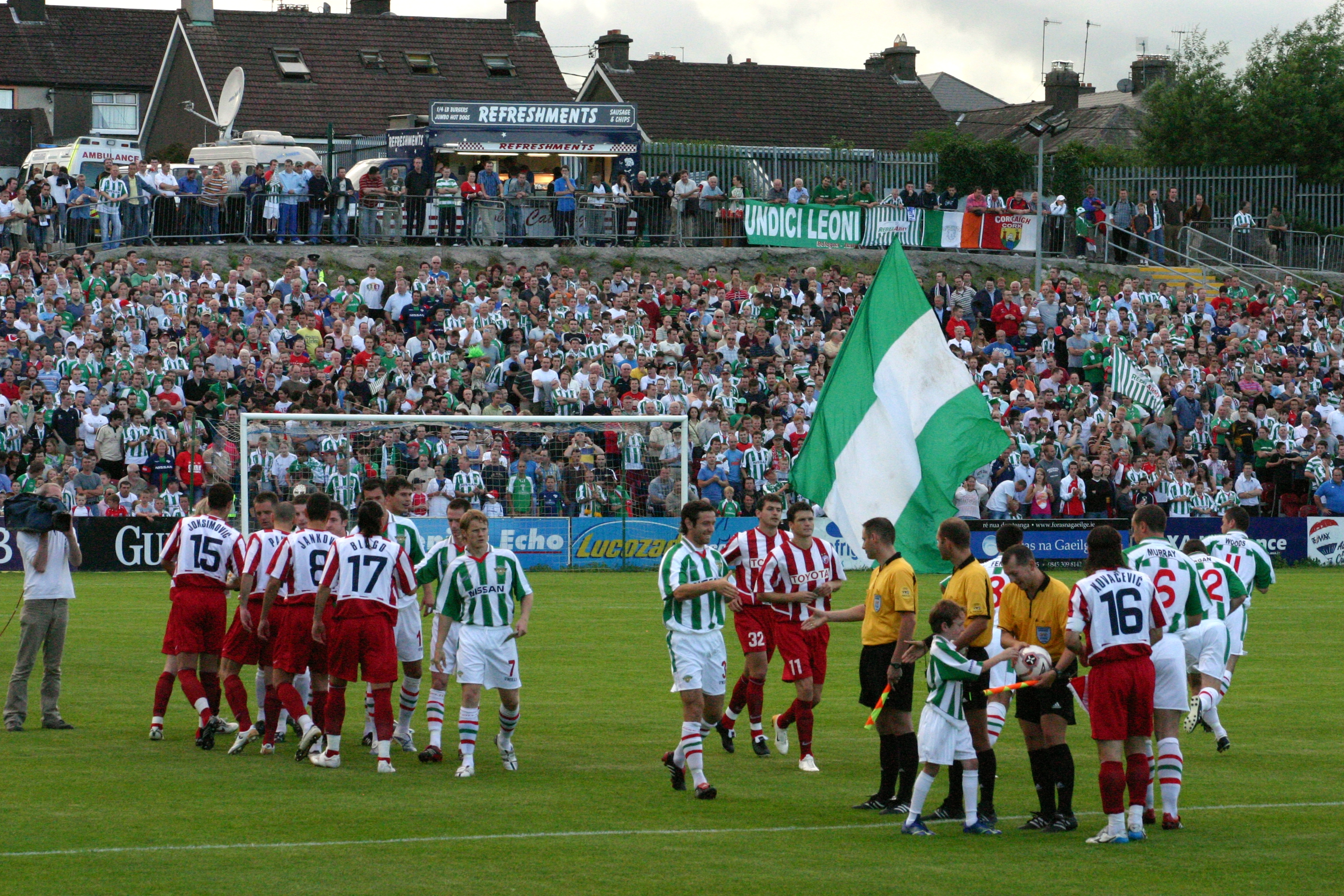
Partido de la UEFA Champions League frente al Estrella Roja de Belgrado.

Al comienzo de la década, llegó una nueva directiva encabezada por Brian Lennox después de que se rechazara un proyecto para vincular al Leicester City de Inglaterra con el Cork City y otro club local, el Mayfield United. Bajo dirección de Pat Dolan, el equipo mantuvo su buen hacer en las competiciones nacionales, mientras que en las internacionales llegó a superar en 2004 dos rondas de la Copa Intertoto: después de vencer al Malmö FF sueco y al NEC Nijmegen holandés, perdieron ante el FC Nantes francés.
En 2005, Cork consiguió su segundo campeonato de liga con una victoria en la última jornada frente al Derry City. Su éxito en Irlanda los lleva a disputar la UEFA Champions League, donde logran superar al Apollon Limassol chipriota pero no pueden vencer al Estrella Roja de Belgrado en la segunda fase.
En las primeras jornadas de la temporada 2007, Brian Lennox vendió el Cork City a un fondo de capital riesgo conocido como Arkaga, que situó como nuevo presidente a Tom Coughlan. El nuevo mandatario cesó a Damien Richardson, que venía de haber ganado la Copa de Irlanda en 2007, para contratar a Alan Mathews como nuevo mánager, así como numerosos jugadores de alto nivel.

### Desaparición y refundación
A pesar del éxito en las competiciones nacionales, el equipo comenzó a atravesar dificultades económicas al final de la temporada de 2008. En agosto de ese año, Cork City registró deudas por valor de 800.000 euros agravadas por los altos gastos de anteriores campañas, la crisis económica del país y las dificultades para encontrar nuevos inversores. El equipo pasó a ser intervenido judicialmente, pero el presidente de la entidad, Tom Coughlan, presentó un recurso para recuperar su control que fue aceptado por la Justicia.
Durante la temporada de 2009, los resultados en el terreno deportivo continuaron siendo positivos con una tercera posición en el campeonato irlandés. Pero en el plano económico, las deudas se agravaron y el futuro del equipo se encontraba en el aire. El nuevo entrenador, Paul Doolin, abandonó la formación y muchos de los jugadores de la plantilla comenzaron a irse a otros equipos con mayor potencial económico, como Bohemian Football Club o Shamrock Rovers.
Después de que la Federación de Irlanda y el campeonato de Liga retirasen la plaza del equipo en Primera División por su insolvencia económica, el presidente Tom Coughlan dimitió de su cargo. Al no encontrar ningún inversor que afrontara la deuda y gestión del club, este desapareció el 23 de febrero de 2010. De forma inmediata, los aficionados crearon un nuevo club en régimen de cooperativa, el Cork City Foras Co-op, que se convirtió en el heredero del desaparecido conjunto después de quedarse con los derechos del nombre y formar su plantel con juveniles y canteranos del equipo original. A mitad de temporada, se confirmó a la cooperativa como el heredero de la historia del Cork City.

## Escudo
El escudo del Cork City es un rediseño estilizado del escudo de armas de la ciudad, y muestra un barco a su paso por el puerto de la ciudad sobre un fondo rojo. En verde, figura el nombre de la entidad.

## Uniforme

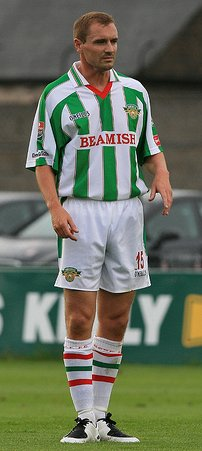
Colin Healy, exjugador con la antigua equipación.

A lo largo de su historia, Cork ha tenido varias equipaciones. La última consistía en camiseta, pantalón y medias verdes en casa y un uniforme completamente negro a domicilio. 
Sin embargo, la equipación histórica del equipo irlandés ha sido camiseta blanca y verde a rayas. En las primeras cinco temporadas fueron verticales, después se pasó a una equipación de color rojo, y más tarde se volvieron a las rayas, en esta ocasión horizontales.

## Estadio
El estadio donde Cork City juega como local es Turners Cross, que fue fundado en la década de 1880 pero se desarrolló como estadio profesional con el paso del tiempo. Es también sede de la asociación de fútbol de Munster, dueño del campo que lo emplea también para los distintos torneos regionales en todas sus categorías. Actualmente cuenta con capacidad para 7400 espectadores y hierba natural.

## Jugadores

### Números retirados
- 12 - Aficionados del club

## Entrenadores
- Bobby Tambling (1984)
- Tony Allen (1984-1985)
- Noel O'Mahony (1986)
- Eamonn O'Keefe (1987)
- Noel O'Mahony (1988-1992)
- Damien Richardson (1992-1993)
- Noel O'Mahony (1993-1994)
- Rob Hindmarch (1994-1995)
- Dave Barry (1995-2000)
- Colin Murphy (2000)
- Derek Mountfield (2000)
- Liam Murphy (2000-2003)
- Pat Dolan (2003-2004)
- Damien Richardson (2005-2007)
- Alan Mathews (2008)
- Paul Doolin (2009)
- Roddy Collins (2010)
- Tommy Dunne (2010-2013)
- Stuart Ashton (2013)
- John Caulfield (2014-2019)
- Neale Fenn (2019-2020)
- Colin Healy (2020-2023)

## Palmarés

### Torneos nacionales
- Premier Division (3): 1992-93, 2005, 2017
- Copa de Irlanda (4): 1998, 2007, 2016, 2017
- Copa de la Liga de Irlanda (3): 1987-88, 1994-95, 1998-99
- Supercopa de Irlanda (3): 2016, 2017, 2018
- Primera División de Irlanda (3): 2011, 2022, 2024
- Setanta Sports Cup (1): 2008

### Torneos regionales
- Copa de Munster (19): 1987-88, 1989-90, 1990-91, 1991-92, 1992-93, 1993-94, 1996-97, 1997-98, 1998-99, 1999-00, 2000-01, 2001-02, 2002-03, 2003-04, 2004-05, 2008, 2017, 2018, 2018-19

## Participación en competiciones de la UEFA
| Temporada | Torneo                | Ronda            | Club                   | Casa | Visita | Global    |
| --------- | --------------------- | ---------------- | ---------------------- | ---- | ------ | --------- |
| 1989–90   | Cup Winners' Cup      | 1                | Torpedo Moscow         | 0–1  | 0–5    | 0–6       |
| 1991–92   | UEFA Cup              | 1                | Bayern Munich          | 1–1  | 0–2    | 1–3       |
| 1993–94   | Champions League      | Clasificatoria   | Cwmbran Town           | 2–1  | 2–3    | 4–4 (a)   |
| 1993–94   | Champions League      | 1                | Galatasaray            | 0–1  | 1–2    | 1–3       |
| 1994–95   | UEFA Cup              | Clasificatoria   | SK Slavia Praha        | 0–4  | 0–2    | 0–6       |
| 1997      | UEFA Intertoto Cup    | Grupo 4          | Standard Liège         | 0–0  |        | 4º Lugar  |
| 1997      | UEFA Intertoto Cup    | Grupo 4          | Maccabi Petah Tikva    |      | 0–0    | 4º Lugar  |
| 1997      | UEFA Intertoto Cup    | Grupo 4          | 1. FC Köln             | 0–2  |        | 4º Lugar  |
| 1997      | UEFA Intertoto Cup    | Grupo 4          | FC Aarau               |      | 0–0    | 4º Lugar  |
| 1998–99   | UEFA Cup Winners' Cup | Clasificatoria   | CSKA Kiev              | 2–1  | 0–2    | 2–3       |
| 1999–2000 | UEFA Cup              | Clasificatoria   | IFK Goteborg           | 1–0  | 0–3    | 1–3       |
| 2000–01   | UEFA Cup              | Clasificatoria   | Lausanne Sports        | 0–1  | 0–1    | 0–2       |
| 2001      | UEFA Intertoto Cup    | 1                | FHK Liepājas Metalurgs | 0–1  | 1–2    | 1–3       |
| 2004      | UEFA Intertoto Cup    | 1                | Malmö FF               | 3–1  | 1–0    | 4–1       |
| 2004      | UEFA Intertoto Cup    | 2                | NEC Nijmegen           | 1–0  | 0–0    | 1–0       |
| 2004      | UEFA Intertoto Cup    | 3                | FC Nantes Atlantique   | 1–1  | 1–3    | 2–4       |
| 2005–06   | UEFA Cup              | Clasificatoria 1 | Ekranas                | 0–1  | 2–0    | 2–1       |
| 2005–06   | UEFA Cup              | Clasificatoria 2 | Djurgårdens IF         | 0–0  | 1–1    | 1–1 (a)   |
| 2005–06   | UEFA Cup              | 1                | SK Slavia Praha        | 1–2  | 0–2    | 1–4       |
| 2006–07   | Champions League      | Clasificatoria 1 | Apollon Limassol       | 1–0  | 1–1    | 2–1       |
| 2006–07   | Champions League      | Clasificatoria 2 | Crvena Zvezda          | 0–1  | 0–3    | 0–4       |
| 2007      | UEFA Intertoto Cup    | 1                | Valur                  | 0–1  | 2–0    | 2–1       |
| 2007      | UEFA Intertoto Cup    | 2                | Hammarby               | 1–1  | 0–1    | 1–2       |
| 2008–09   | UEFA Cup              | Clasificatoria 1 | FC Haka                | 2–2  | 0–4    | 2–6       |
| 2015–16   | UEFA Europa League    | Clasificatoria 1 | KR                     | 1–1  | 1–2    | 2–3 (aet) |
| 2016–17   | UEFA Europa League    | Clasificatoria 1 | Linfield               | 1–1  | 1–0    | 2–1       |
| 2016–17   | UEFA Europa League    | Clasificatoria 2 | BK Häcken              | 1–0  | 1–1    | 2–1       |
| 2016–17   | UEFA Europa League    | Clasificatoria 3 | KRC Genk               | 1-2  | 0–1    | 1–3       |
| 2017-18   | UEFA Europa League    | Clasificatoria 1 | FC Levadia Tallinn     | 4-2  | 2–0    | 6-2       |
| 2017-18   | UEFA Europa League    | Clasificatoria 2 | AEK Larnaca            | 0–1  | 0–1    | 0–2       |
| 2018–19   | Champions League      | Clasificatoria 1 | Legia                  | 0–1  | 0–3    | 0–4       |
| 2018–19   | UEFA Europa League    | Clasificatoria 1 | Rosenborg              | 0–2  | 0–3    | 0–5       |
| 2019–20   | UEFA Europa League    | Clasificatoria 1 | Progrès Niedercorn     | 0–2  | 2–1    | 2–3       |

### Récord europeo
| Torneo                       | PJ | PG | PE | PP | GF | GC | Dif. |
| ---------------------------- | -- | -- | -- | -- | -- | -- | ---- |
| Liga de Campeones de la UEFA | 8  | 2  | 1  | 5  | 7  | 12 | -5   |
| Copa de la UEFA              | 14 | 2  | 3  | 9  | 6  | 20 | -14  |
| Liga Europea de la UEFA      | 10 | 4  | 3  | 5  | 13 | 12 | +1   |
| Recopa de Europa             | 4  | 1  | 0  | 3  | 2  | 9  | -7   |
| Copa Intertoto de la UEFA    | 16 | 4  | 6  | 6  | 11 | 13 | -2   |
| Total                        | 54 | 13 | 13 | 28 | 39 | 66 | -27  |